# Crnići (Stolac, BiH)
Crnići su bivše samostalno naselje s područja današnje općine Stolac, Federacija BiH, BiH.

## Povijest
Za vrijeme socijalističke BiH ovo je naselje podjeljeno na dva naselja: Crnići-Greda i Crnići-Kula.

## Poznate osobe
- Šaćir Filandra, povjesničar